# Sankt Jakobs Plads
Sankt Jakobs Plads ved Østerbrogade på Østerbro i København er opkaldt efter Sankt Jakobs Kirke på den anden side af Østerbrogade.
Kirken har også lagt navn til Sankt Jakobs Gade, der går fra pladsen til krydset mellem Nordre Frihavnsgade og Randersgade, hvor Lutherkirken ligger. Rothesgade går  fra pladsen til Randersgade, hvor den fortsætter som Gammel Kalkbrænderi Vej til Strandboulevarden.
Mellem de to gader ligger Svanegaard, den mest bemærkelsesværdige bygning på pladsen. Den blev fuldført af Philip Smidth i 1904 med inspiration fra fransk arkitektur. De andre bygninger omkring pladsen er fra samme tid.
Der ligger flere restauranter og cafeer som Restaurant le St. Jacques stiftet af Daniel Letz, den tidligere chefkok på Kong Hans Kælder, der modtog den første danske Michelin-stjerne i 1984. Letz ejer delikatesseforretningen Sankt Jakobs Gade 4.